# Bernatonis
Bernatonis ist ein litauischer männlicher Familienname, abgeleitet von bernas (dt. Junge).

## Herkunft
Der Familienname ist abgeleitet vom litauischen Substantiv bernas (dt. 'Kerl', 'Junge').

## Weibliche Formen
- Bernatonytė (ledig)
- Bernatonienė (verheiratet)

## Personen
- Juozas Bernatonis (*  1953), Diplomat und Politiker, Seimas-Mitglied und Justizminister
- Vytautas Bernatonis (* 1940), Ingenieur und Politiker, Professor der KTU